# Начално училище „Цани Гинчев“, Бяла Слатина
Начално училище „Цани Гинчев“ се намира в Бяла Слатина.

## История

### Хроника
- 1882 г. – Построена е първата сграда.
- 1891 г. – Училището става трикласно районно училище.
- 1947 г. – Построена е сегашната сграда.
- 1957 г. – Училището е наградено с орден „Кирил и Методий“ III степен.
- 1960 г. – Става самостоятелно начално училище.
- 1963 г. – Училището е обявено от МНП за базово училище за екпериментиране на предметната система.
- 1970 г. – Училището е наградено с орден „Кирил и Методий“ I степен.
- 1976 г. – НУ „Цани Гинчев“ е домакин на практическа коференция за обсъждане на резултатите от въвеждането на нова учебна система.
- 1986/87 г.- Училището е включено в национална програма за изследване на умственото и физическото развитие на учениците от I до III клас.
- 1993 г. – Обучението включва и IV клас.
- 1998 г. – Въведено е ранно чуждоезиково обучение по английски език от I клас.
- 1999 г. – Училището е включено в национална програма „Училищен тенис“ към БФ по тенис.
- 2005 г. – Училището е оборудвано с компютърен кабинет със съвременни компютърни техники по проект i-клас. Същата година е въведено обучение по СИП – Работа с компютри и информационни технологии.
- 2006/07 г.- Започва обучение от I клас по ЗИП – Работа с компютри и информационни технологии. Използва се програмата „Comenius Logo“.
- 2008 г. – Първото средищно начално училище в Община Бяла Слатина.
- 2010 г. – Започва работа по проект „Подобряване качеството на образованието средищните училища чрез въвеждане на целодневна организация на учебния процес“
- 2011 г. – В часовете вече се използва… Mouse Mischief – един компютър – много мишки…
- 2013 г. – Започва работа по проект „Квалификация на педагогическите специалисти“.
- 2014 г. – Спечелен проект от Национална програма „Информационни и комуникационни технологии в училище“.